# Ligue des champions féminine de l'OFC 2024
Navigation
Édition précédente Édition suivante
La Ligue des champions féminine de l'OFC 2024 est la deuxième édition de la plus importante compétition inter-clubs océanienne de football féminin.
La compétition est finalement organisée du 10 au 23 mars 2024 à Honiara, aux Îles Salomon.
Elle est remportée pour la première fois par le club néo-zélandais d'Auckland United, qui s'impose en finale contre les Papouasiennes du Hekari United sur le score de 1-0.

## Participants
Huit équipes championnes de leurs nations respectives participent à la compétition.
| Pays                      | Club                |
| ------------------------- | ------------------- |
| Îles Cook                 | Avatiu FC           |
| Fidji                     | Labasa FC           |
| Nouvelle-Calédonie        | AS Academy féminine |
| Nouvelle-Zélande          | Auckland United     |
| Papouasie-Nouvelle-Guinée | Hekari United       |
| Îles Salomon              | Henderson Eels FC   |
| Tonga                     | Veitongo FC         |
| Vanuatu                   | Tafea FC            |

## Calendrier
| Nom                           | Tirage au sort | Date                                      | Équipes participantes |
| ----------------------------- | -------------- | ----------------------------------------- | --------------------- |
| Phase de groupes (2024)       |                |                                           |                       |
| Journée 1 Journée 2 Journée 3 | 17 janvier     | 11 et 12 mars 13 et 14 mars 15 et 16 mars | 8                     |
| Phase finale (2024)           |                |                                           |                       |
| Demi-finales                  | -              | 20 mars                                   | 4                     |
| Finale                        | -              | 23 mars                                   | 2                     |

## Format et tirage au sort
Le tirage au sort de la phase de groupes a lieu le jeudi 17 janvier 2024 à Auckland. Les huit équipes participantes sont placées dans un seul chapeau. Les équipes sont réparties en deux groupes de quatre équipes. Lors de ce tirage intégral, chaque équipe tirée est placée successivement dans le groupe A ou le groupe B.
Les deux premiers de chaque groupe se qualifient pour les demi-finales, les vainqueurs de groupe affrontant les deuxièmes de l'autre groupe.

## Phase de groupes
Légende des classements
- Qualifié pour les demi-finales

Légende des résultats
- Victoire
- Match nul
- Défaite

### Groupe A
| Rang | Équipe              | Pts | J | G | N | P | Bp | Bc | Diff |  | Résultats           |  |     |     |     |
| ---- | ------------------- | --- | - | - | - | - | -- | -- | ---- |  | ------------------- |  | --- | --- | --- |
| 1    | Hekari United       | 7   | 3 | 2 | 1 | 0 | 9  | 1  | +8   |  | Hekari United       |  | 1-1 | 3-0 | 5-0 |
| 2    | Tafea FC            | 7   | 3 | 2 | 1 | 0 | 8  | 3  | +5   |  | Tafea FC            |  |     | 3-0 | 4-2 |
| 2    | Henderson Eels FC H | 3   | 3 | 1 | 0 | 2 | 2  | 6  | -4   |  | Henderson Eels FC H |  |     |     | 2-0 |
| 4    | Avatiu FC           | 0   | 3 | 0 | 0 | 3 | 2  | 11 | -9   |  | Avatiu FC           |  |     |     |     |

| 10 mars 2024   | Tafea FC          | 1 - 1   | Hekari United     | SIFF Academy, Honiara                      |                                            |
| 12 h 00 UTC+11 | Alatoa 37e (pen.) | (1 - 1) | 45+8e (pen.) Pala | Spectateurs : 300 Arbitrage : Torika Delai | Spectateurs : 300 Arbitrage : Torika Delai |
| 12 h 00 UTC+11 | Rapport           |         |                   | Spectateurs : 300 Arbitrage : Torika Delai | Spectateurs : 300 Arbitrage : Torika Delai |

| 11 mars 2024   | Avatiu FC | 0 - 2   | Henderson Eels           | Lawson Tama Stadium, Honiara              |                                           |
| 12 h 00 UTC+11 |           | (0 - 0) | 54e Arukau · 61e Vakatao | Spectateurs : 261 Arbitrage : Sarah Jones | Spectateurs : 261 Arbitrage : Sarah Jones |
| 12 h 00 UTC+11 | Rapport   |         |                          | Spectateurs : 261 Arbitrage : Sarah Jones | Spectateurs : 261 Arbitrage : Sarah Jones |

| 13 mars 2024   | Tafea FC                          | 4 - 2   | Avatiu FC   | Lawson Tama Stadium, Honiara               |                                            |
| 12 h 00 UTC+11 | Sine 35e 45+3e · Alatoa 85e 90+6e | (2 – 1) | 6e 51e Uini | Spectateurs : 124 Arbitrage : Yantama Atoa | Spectateurs : 124 Arbitrage : Yantama Atoa |
| 12 h 00 UTC+11 | Rapport                           |         |             | Spectateurs : 124 Arbitrage : Yantama Atoa | Spectateurs : 124 Arbitrage : Yantama Atoa |

| 13 mars 2024   | Henderson Eels | 0 - 3   | Hekari United                       | Lawson Tama Stadium, Honiara               |                                            |
| 15 h 00 UTC+11 |                | (0 – 1) | 20e Kaipu · 53e Gunemba · 90e Maneu | Spectateurs : 350 Arbitrage : Beth Rattray | Spectateurs : 350 Arbitrage : Beth Rattray |
| 15 h 00 UTC+11 | Rapport        |         |                                     | Spectateurs : 350 Arbitrage : Beth Rattray | Spectateurs : 350 Arbitrage : Beth Rattray |

| 16 mars 2024   | Hekari United                                      | 5 - 0   | Avatiu FC | Lawson Tama Stadium, Honiara                  |                                               |
| 12 h 00 UTC+11 | Kaipu 7e 51e · Gunemba 43e · Maneu 45e · Kimit 80e | (3 – 0) |           | Spectateurs : 200 Arbitrage : Kyllian Lelarge | Spectateurs : 200 Arbitrage : Kyllian Lelarge |
| 12 h 00 UTC+11 | Rapport                                            |         |           | Spectateurs : 200 Arbitrage : Kyllian Lelarge | Spectateurs : 200 Arbitrage : Kyllian Lelarge |

| 16 mars 2024   | Henderson Eels | 0 - 3   | Tafea FC                          | Lawson Tama Stadium, Honiara               |                                            |
| 15 h 00 UTC+11 |                | (0 – 2) | 6e Sine · 13e Alatoa · 54e Aiviji | Spectateurs : 312 Arbitrage : Beth Rattray | Spectateurs : 312 Arbitrage : Beth Rattray |
| 15 h 00 UTC+11 | Rapport        |         |                                   | Spectateurs : 312 Arbitrage : Beth Rattray | Spectateurs : 312 Arbitrage : Beth Rattray |

### Groupe B
| Rang | Équipe                | Pts | J | G | N | P | Bp | Bc | Diff |  | Résultats             |  |     |     |     |
| ---- | --------------------- | --- | - | - | - | - | -- | -- | ---- |  | --------------------- |  | --- | --- | --- |
| 1    | Auckland United       | 7   | 3 | 2 | 1 | 0 | 7  | 1  | +6   |  | Auckland United       |  | 1-1 | 5-0 | 1-0 |
| 2    | Labasa FC             | 5   | 3 | 1 | 2 | 0 | 3  | 1  | +2   |  | Labasa FC             |  |     | 0-0 | 2-0 |
| 3    | AS Academy féminine T | 4   | 3 | 1 | 1 | 1 | 4  | 6  | -2   |  | AS Academy féminine T |  |     |     | 4-1 |
| 4    | Veitongo FC           | 0   | 1 | 0 | 0 | 1 | 1  | 4  | -3   |  | Veitongo FC           |  |     |     |     |

| 12 mars 2024   | Veitongo FC      | 1 - 4   | AS Academy féminine                                                 | Lawson Tama Stadium, Honiara                  |                                               |
| 12 h 00 UTC+11 | Ana Polivili 20e | (1 - 1) | 30e 90e Alice Wenessia · 86e Joceline Kourevi · 90e Jennifer Neporo | Spectateurs : 198 Arbitrage : Keith Kitumbing | Spectateurs : 198 Arbitrage : Keith Kitumbing |
| 12 h 00 UTC+11 | Rapport          |         |                                                                     | Spectateurs : 198 Arbitrage : Keith Kitumbing | Spectateurs : 198 Arbitrage : Keith Kitumbing |

| 12 mars 2024   | Labasa FC                | 1 - 1   | Auckland United  | Lawson Tama Stadium, Honiara               |                                            |
| 15 h 00 UTC+11 | Vanisha Kumar 79e (pen.) | (0 - 0) | 63e Bree Johnson | Spectateurs : 300 Arbitrage : Shama Maemae | Spectateurs : 300 Arbitrage : Shama Maemae |
| 15 h 00 UTC+11 | Rapport                  |         |                  | Spectateurs : 300 Arbitrage : Shama Maemae | Spectateurs : 300 Arbitrage : Shama Maemae |

| 14 mars 2024   | AS Academy féminine | 0 - 5   | Auckland United                             | National Stadium, Honiara                    |                                              |
| 16 h 00 UTC+11 |                     | (0 – 2) | 4e 45+4e 54e Wasi · 88e Brill · 90+2e Roche | Spectateurs : 100 Arbitrage : Gideon Mamuala | Spectateurs : 100 Arbitrage : Gideon Mamuala |
| 16 h 00 UTC+11 | Rapport             |         |                                             | Spectateurs : 100 Arbitrage : Gideon Mamuala | Spectateurs : 100 Arbitrage : Gideon Mamuala |

| 14 mars 2024   | Labasa FC    | 2 - 0   | Veitongo FC | National Stadium, Honiara                     |                                               |
| 19 h 00 UTC+11 | Leba 25e 39e | (2 – 0) |             | Spectateurs : 249 Arbitrage : Gerard Ionatana | Spectateurs : 249 Arbitrage : Gerard Ionatana |
| 19 h 00 UTC+11 | Rapport      |         |             | Spectateurs : 249 Arbitrage : Gerard Ionatana | Spectateurs : 249 Arbitrage : Gerard Ionatana |

| 17 mars 2024   | Auckland United   | 1 - 0   | Veitongo FC | National Stadium, Honiara                     |                                               |
| 16 h 00 UTC+11 | Poppy O'Brien 29e | (1 – 0) |             | Spectateurs : 150 Arbitrage : Gerard Ionatana | Spectateurs : 150 Arbitrage : Gerard Ionatana |
| 16 h 00 UTC+11 | Rapport           |         |             | Spectateurs : 150 Arbitrage : Gerard Ionatana | Spectateurs : 150 Arbitrage : Gerard Ionatana |

| 17 mars 2024   | AS Academy féminine | 0 - 0   | Labasa FC | National Stadium, Honiara                     |                                               |
| 19 h 00 UTC+11 |                     | (0 – 0) |           | Spectateurs : 208 Arbitrage : Keith Kitumbing | Spectateurs : 208 Arbitrage : Keith Kitumbing |
| 19 h 00 UTC+11 | Rapport             |         |           | Spectateurs : 208 Arbitrage : Keith Kitumbing | Spectateurs : 208 Arbitrage : Keith Kitumbing |

## Demi-finales
| 20 mars 2024   | Hekari United                           | 2 - 0 ap              | Labasa FC | National Stadium (en), Honiara             |                                            |
| 14 h 00 UTC+11 | Nenny Elipas 100e · Christie Maneu 114e | (0 - 0, 0 - 0, 1 - 0) |           | Spectateurs : 250 Arbitrage : Shama Maemae | Spectateurs : 250 Arbitrage : Shama Maemae |
| 14 h 00 UTC+11 | Rapport                                 |                       |           | Spectateurs : 250 Arbitrage : Shama Maemae | Spectateurs : 250 Arbitrage : Shama Maemae |

| 20 mars 2024   | Auckland United                          | 2 - 1 ap              | Tafea FC        | National Stadium (en), Honiara                |                                               |
| 18 h 00 UTC+11 | Talisha Green 10e · Danielle Canham 104e | (1 - 0, 1 - 1, 2 - 1) | 82e Liyo Eramol | Spectateurs : 250 Arbitrage : Kyllian Lelarge | Spectateurs : 250 Arbitrage : Kyllian Lelarge |
| 18 h 00 UTC+11 | Rapport                                  |                       |                 | Spectateurs : 250 Arbitrage : Kyllian Lelarge | Spectateurs : 250 Arbitrage : Kyllian Lelarge |

## Finale
| 23 mars 2024   | Hekari United | 0 - 1   | Auckland United  | National Stadium (en), Honiara             |                                            |
| 18 h 00 UTC+11 |               | (0 - 1) | 25e Bree Johnson | Spectateurs : 510 Arbitrage : Torika Delai | Spectateurs : 510 Arbitrage : Torika Delai |
| 18 h 00 UTC+11 | Rapport       |         |                  | Spectateurs : 510 Arbitrage : Torika Delai | Spectateurs : 510 Arbitrage : Torika Delai |

## Statistiques individuelles
|    | Joueuse          | Club            | Buts |
| -- | ---------------- | --------------- | ---- |
| 1. | Jane Alatoa      | Tafea FC        | 4    |
| 2. | Marie Kaipu (en) | Hekari United   | 3    |
| 2. | Christie Maneu   | Hekari United   | 3    |
| 2. | Diana Sine       | Tafea FC        | 3    |
| 2. | Rene Wasi        | Auckland United | 3    |

## Récompenses
Les récompenses attribuées par l'OFC à l'issue de la compétition sont les suivantes :
- Meilleure joueuse :  Talisha Green (Auckland United)
- Meilleure buteuse :  Jane Alatoa (Tafea FC)
- Meilleure gardienne :  Amberley Hollis (Auckland United)
- Fair-play :  Auckland United